# KFC Olympia Gent
KFC Olympia Gent was een Belgische voetbalclub uit Gent. De club was aangesloten bij de KBVB met stamnummer 4938 en had geel en blauw als kleuren. Het latere Olympia Gent is het resultaat van verscheidene fusies tussen Gentse voetbalclub en speelt in de provinciale reeksen. Op 23 april 2015 ging de vzw KFC Olympia Gent in vereffening.

## Geschiedenis
Op initiatief van pastoor G. Van Den Broecke werd in 1924 een parochiale voetbalclub opgericht met de naam FC Olympia. De club sloot zich aan bij het Katholiek Sportverbond (KVS), maar verdween in 1937 weer.
In de jaren 40 ontstonden in Gent meerdere voetbalclubs, waarvan verschillende zich aansloten bij de KBVB. Sparta Sint Koleta Gent FC sloot zich aan onder stamnummer 4099. Op het eind van de jaren 40 sloot ook FC Ganda zich aan onder stamnummer 4938. Beide clubs bleven in de provinciale reeksen spelen. In 1965 fusioneerden beide clubs tot FC Gandasparta, dat verderging onder stamnummer 4938.
Deze club fusioneerde in 1982 verder met FC Thor Destelbergen. Deze club uit Destelbergen was opgericht halverwege de jaren 60 en bij de voetbalbond aangesloten met stamnummer 6927. De fusieclub ging verder als Thor Gandasparta met stamnummer 4938 van Sparta. Een volgende fusie kwam er in 1988. Toen ging Thor Ganda Sparta samen met Sporting Gent. Sporting was opgericht in 1975 en bij de voetbalbond aangesloten met stamnummer 8275. De fusieclub ging nu verder onder de naam Sporting Gandasparta onder stamnummer 4938 van Sparta.
Een paar jaar later, in 1991 volgde opnieuw een fusie. Ditmaal ging men samen met Racing Muide. Racing Muide was opgericht begin jaren 70 door Louis Impe en na twee jaar bij het Koninklijk Belgisch Liefhebbersverbond sloot deze club zich in 1972 aan bij de KBVB. De fusieclub werd ditmaal FusieClub Gent (FC Gent) genoemd, dat weer verder speelde onder stamnummer 4938 van Sparta.
Ten slotte fusioneerde men in 1999 met KFC Olympia Gent. Deze club was opgericht in 1946 als FC St. Theresia onder impuls van pastoor De Baere in de wijk Brugse Poort en aanvankelijk bij de KVS aangesloten. Voor het seizoen 1947/48 werd de clubnaam gewijzigd in FC Olympia en men maakte in 1950/51 de overstap naar de Belgische Voetbalbond, waar men stamnummer 5376 kreeg. Op het moment van de fusie speelde Olympia Gent in Tweede Provinciale; FC Gent had net een jaartje in Derde Provinciale gespeeld, maar was er als laatste geëindigd. De fusieclub werd Koninklijke Fusieclub Olympia Gent (KFCO Gent) genoemd en speelde onder stamnummer 4938 van Fusieclub Gent verder in Tweede Provinciale. Tijdens de fusieoperatie stapten ook de speelsters van damesvoetbalclub DVK Gent over naar KFCO Gent en werd DVK Gent geschrapt. Olympia Gent trok weg uit de Brugse Poort en verhuisde naar het Stadion Louis Impe in de Zeilschipstraat in de Muide. Bij deze verhuis nam voorzitter Rudy Lenssens van Olympia Gent ontslag. Kort na de fusie werd overigens een nieuwe VK Sparta Gent opgericht, een afzonderlijke club met stamnnummer 9345 die in de Brugse Poort ging spelen.
Nu Olympia verhuisd was, bleken na een tijdje de supporters, spelers en jeugdspelers echter weg te blijven en in 2006 gaf het bestuur zijn ontslag. Rudy Lenssens keerde terug om de club nieuw leven in te blazen. Men verhuisde van de Muide naar een nieuw sportcomplex Neptunus in Wondelgem en de clubnaam werd Koninklijke Football Club Olympia Gent; de afkorting bleef KFCO Gent.
KFC Olympia Gent kende echter financiële problemen in 2014. De club kon ook het daaropvolgende seizoen 2014/15 in Tweede Provinciale niet volmaken en op 23 april 2015 ging de vzw KFC Olympia Gent in vereffening omdat het bestuur van oordeel was dat het niet meer mogelijk zou zijn om de schulden nog af te lossen, en de club staakte de activiteiten.